# 長続連
長 続連（ちょう つぐつら）は、戦国時代から安土桃山時代にかけての武将。能登畠山氏重臣で、畠山七人衆の1人。能登国鳳至郡穴水城主。畠山義続から偏諱を受け、続連と名乗った。

## 生涯
「長氏系図」などによると、続連は平加賀守盛信（信光）の二男として生まれたという。この盛信は平加賀守総知に比定され、時宗の過去帳などから続連の父が平氏であることも確かとみられる。系図類では、長英連に男子がいなかったため、続連がその婿養子となり跡を継いだとされる。
長氏は元は能登最大の国人で、畠山氏の重臣である平氏の子息（続連）を養子にしたことや、続連が畠山義続の偏諱を受けていることから畠山氏に従属したことが分かる。畠山家臣としての長氏の初見は、天文11年（1542年）の長続連書状である。
天文19年（1550年）から翌天文20年（1551年）にかけての能登内乱の結果、畠山七人衆と呼ばれる年寄衆が畠山氏当主に代わって領国支配を担う体制が成立すると、続連はその七人衆に名を連ねた。
天文22年（1553年）12月、七人衆を構成していた遊佐続光や平総知、伊丹続堅らが反乱を起こすが、鎮圧される。この乱の結果、七人衆は再編成されたが、続連は引き続き七人衆に含まれている。
天文24年（1555年）、温井続宗らが畠山晴俊を擁して反乱を起こした（弘治の内乱）。この時、続連は畠山氏当主の義綱を支持している。永禄元年（1558年）に温井続宗や畠山晴俊が戦死し、永禄3年（1560年）頃に温井方が能登から放逐され、この反乱は終結したが、この乱を通じて七人衆は解体され、当主・義綱とその奉行人を中心とする政治体制へと移行した。
永禄9年（1566年）、続連は遊佐続光・八代俊盛と共に、畠山義続・義綱父子や飯川光誠らを能登から追放し、義綱の子の義慶を擁立した（永禄九年の政変）。義綱の専制強化に対する反発や、年寄衆同士である続連と飯川光誠の間に確執があったことがこの原因といわれる。この後、永禄10年（1567年）のものと推定される笠松但馬守宛ての文書で、続連ら3人が当主権限である安堵権を行使している様子がうかがえるが、続連らは幼少の義慶に代わりその権力を代行する形を取っていたと考えられる。
元亀年間（1570–1573年）になると、長綱連・遊佐盛光・平堯知・温井景隆の「四人衆」が畠山氏権力を代表しており、綱連に家督を譲った続連は遊佐続光と共に四人衆を後見する立場になったとみられる。東四柳史明は、続連が綱連に家督を譲った時期を永禄末年頃としている。
この頃の他国との外交関係において、長氏は親織田派の筆頭とされており、織田信長と親交を結ぶことで他の重臣たちに対し優位を維持したともいわれる。このことについて川名俊は、長氏は大名家中における取次役に相当する立場で織田氏との外交を担当したとしている。長氏以外では、遊佐氏が越後上杉氏、温井氏が加賀一向一揆との外交を担っていた。
天正4年（1576年）2月付の四人衆の連署状では、それまで2番目に署判していた長綱連が、遊佐盛光に代わり最後に署判している。この頃までに遊佐続光が死去し、長氏の地位が遊佐氏を上回った結果とみられる。これにより、畠山氏では親織田派が優勢となった。
天正4年（1576年）4月に織田氏と敵対することになった上杉氏が、同年11月に能登へと進攻する。天正5年（1577年）9月15日、遊佐盛光が上杉方の兵を城内に引き入れ、七尾城は落城した（七尾城の戦い）。この時、続連ら長一族は、織田氏への援軍要請のため安土に赴いていた続連の三男・連龍を除いて皆討ち取られた。討たれた長氏一族らの数は百余人という。
「長家家譜」では、続連は子の連常・連盛と共に遊佐氏の屋敷に招かれたところを殺害されたとされている。綱連も遊佐氏の屋敷に駆け付ける途中に、温井氏らの兵に襲われて戦死し、綱連の弟の杉山則直や飯川義実の子の義清は七尾城落城に伴って自害した。綱連の二男の竹松丸や三男の井上弥九郎、杉山則直の子の三郎は城から落ち延びる途中に殺害され、綱連の末男・菊松丸は乳母に抱かれて越中に逃げ延びたという。続連や綱連らの遺骸は、花渓寺（後の東嶺寺）の古田和尚が上杉謙信より許しを得て、続連の弟の八田村金胎寺や温井氏の菩提所平僧の亀源寺祖繁と共に十輪寺（後の悦叟寺）に葬ったとされる。
なお、綱連とその子弟らは悦叟寺境内に墓碑を建立されたが、続連は赤蔵山怡岩院に葬られている。